# Vaxorangelav
Vaxorangelav (Caloplaca cerina) är en lavart som först beskrevs av Jakob Friedrich Ehrhart och Johann Hedwig, och fick sitt nu gällande namn av Theodor 'Thore' Magnus Fries. Vaxorangelav ingår i släktet orangelavar, och familjen Teloschistaceae. Arten är reproducerande i Sverige.

## Bildgalleri

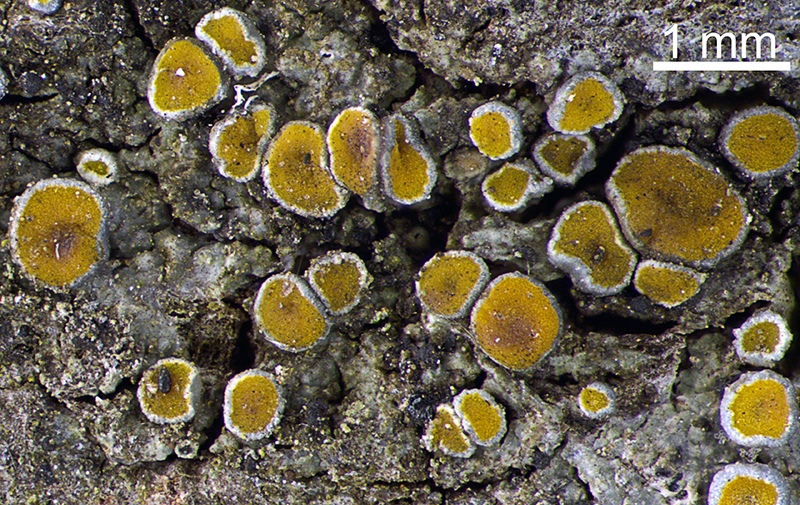